# Test d'Erb
Pour les articles homonymes, voir Erb.
 (juin 2007).
Améliorez-le ou discutez des points à vérifier. 
Le test d'Erb, décrit par le neurologue allemand Wilhelm Erb, est un test manuel concernant le rachis cervical pour distinguer un syndrome foraminal des vertèbres cervicales d'un syndrome canalaire du membre supérieur.